# Bloedklauwier
De bloedklauwier (Malaconotus cruentus) is een zangvogel uit de familie Malaconotidae (bosklauwieren).

## Verspreiding en leefgebied
Deze soort komt voor van Guinee en Sierra Leone tot oostelijk Congo-Kinshasa en uiterst westelijk Oeganda.

## Status
De grootte van de populatie is niet gekwantificeerd maar de soort wordt omschreven als schaars tot plaatselijk algemeen. Op de Rode lijst van de IUCN heeft deze soort de status niet bedreigd.